# Bibliothèque (Photios)
Pour les articles homonymes, voir Bibliothèque (homonymie).
La Bibliothèque (Βιβλιοθήκη) ou Myriobiblos (Μυριόβιβλος), œuvre de Photios, patriarche de Constantinople entre 858 et 886, est une collection de 280 notices (appelées traditionnellement « codex », parfois au pluriel « codices ») sur des textes littéraires de genres variés lus par le recenseur. L'ouvrage fut commencé vers 843. Les « codices », de longueur très variable, vont de la simple mention d'un nom d'auteur avec un titre à une analyse de plusieurs dizaines de pages. Ils traitent des auteurs, du contenu des textes, du jugement porté par Photios sur eux, et comprennent souvent des citations plus ou moins longues. Selon Karl Krumbacher, c'est « le plus important ouvrage d'histoire littéraire du Moyen Âge ».

## Description
Les auteurs mentionnés, tous grecs, vont chronologiquement d'Hérodote (Ve siècle av. J.-C.) au patriarche Nicéphore Ier de Constantinople (mort en 828). La littérature profane couvre 122 codices, représentant 99 auteurs ; le reste (157 ou 158 codices) relève de la littérature religieuse chrétienne (not. traités de théologie, actes de conciles, histoire ecclésiastique). Parmi les 99 auteurs profanes :
- Trente-et-un sont des historiens, très majoritairement de l'époque romaine ou de la haute époque byzantine, sauf Hérodote, Théopompe et Ctésias ;
- neuf des orateurs attiques (il manque Lycurgue)
- neuf des rhéteurs de l'époque romaine (de Dion Chrysostome à Choricios de Gaza),
- six des médecins (pour 10 codices),
- cinq des romanciers (dont Héliodore d'Émèse et Achille Tatius),
- quatre des philosophes : Théophraste, pour des traités biologiques uniquement ; Énésidème, Hiéroclès d'Alexandrie et Damascios,
- seize des auteurs de lexiques (dont sept lexiques figurant dans un même manuscrit).

Aucun poète n'est mentionné. Thucydide, Xénophon, Platon, Aristote sont cités en passant, mais aucune notice ne leur est consacrée. L'auteur juge inutile de recenser les ouvrages scientifiques d'Euclide et de Ptolémée. Environ deux tiers des œuvres profanes recensées ne sont pas parvenues jusqu'à nous (la moitié des œuvres sur l'ensemble).
Parmi les œuvres qui ne nous sont pas parvenues et dont Photios donne un compte-rendu relativement développé, qui constitue l'essentiel de ce qu'on en connaît, on peut citer :
- l’Histoire de la Perse et l’Histoire de l'Inde de Ctésias (codex 72),
- l’Histoire romaine d'Olympiodore de Thèbes (codex 80),
- les Babyloniques de Jamblique le Romancier (codex 94),
- les Merveilles d'au-delà de Thulé d'Antoine Diogène (codex 166),
- les Récits de Conon le Mythographe (codex 186),
- l’Histoire Nouvelle de Ptolémée Héphestion (codex 190),
- l’Histoire d'Héraclée du Pont de Memnon d'Héraclée (codex 224),
- Chrestomathie de Proclos (codex 239).

Le recueil est chapeauté par une préface en forme de lettre adressée par Photios à son frère Tarasios : 

« Après la décision unanime des membres de l'ambassade et le suffrage du souverain, qui m'ont choisi pour aller en mission chez les Assyriens, tu m'as demandé, Tarasios, mon frère bien-aimé, qu'on te mette par écrit les sujets des livres à la lecture desquels tu n'as pas été présent. Tu veux avoir en même temps un dérivatif à la séparation qui t'est pénible, et un moyen de connaître, même de façon sommaire et tout à fait générale, les livres que tu n'as pas encore lus avec nous. »

## Genèse
Photios avait l'habitude de lire ou de faire lire, au moins partiellement, et de commenter brièvement, devant un groupe d'étudiants et d'amis (dont parfois son frère), des œuvres dont il avait retrouvé des manuscrits, souvent anciens. En conclusion de la lecture, il résumait le contenu de l'ouvrage ou en faisait transcrire des passages, et ajoutait quelques remarques personnelles, presque toujours avec un jugement sur le style de l'auteur. 

### Occasion du livre et préface
À un moment donné, il a été choisi pour faire partie d'une ambassade envoyée chez « les Assyriens » (c'est-à-dire les Arabes, selon la terminologie anachronique souvent utilisée par les lettrés byzantins). Cette mission a été identifiée grâce à des recoupements entre des sources byzantines, arabes et slaves : il s'agit d'une ambassade auprès du calife de Bagdad Jafar al-Mutawakkil, dirigée par le palatin Georges, et chargée de négocier un échange de prisonniers ; elle quitta Constantinople vers la fin de l'année 855, l'échange eut lieu en février 856, et les diplomates revinrent en avril. Après qu'il eut été désigné pour participer à l'ambassade, son frère Tarasios lui adressa une requête: que Photios mette à profit le court laps de temps qui le séparait du départ (sans doute quelques semaines, au début de l'automne 855) pour réunir et faire transcrire les notices de dates variées (au cours des années précédentes) correspondant aux séances de lecture auxquelles Tarasios n'avait pas été présent. Photios a donc remis le recueil à son frère avant son départ, avec la lettre d'introduction mentionnée plus haut, qui constitue aujourd'hui la préface à l'ouvrage.
C'est en tout cas l'interprétation la plus simple de cette préface, qui a fait couler beaucoup d'encre (avec beaucoup d'hypothèses variées, dont la pure et simple fiction littéraire).

### Documentation
Pour sa documentation sur les livres et leurs auteurs, Photios a pu utiliser des ouvrages de consultation comme l'Όνοματολόγος (« Onomatologos »: « collecteur de mots ») d'Hésychios de Milet, également exploité par l'auteur de la Souda au Xe siècle, mais aussi les notices biographiques qui figuraient souvent dans les manuscrits. La terminologie de sa critique littéraire l'apparente à la tradition d'Hermogène de Tarse, dans laquelle il a dû être formé. Ses jugements, autant qu'on puisse en juger sur des exemples, sont personnels et non empruntés à des critiques antérieurs. Les contenus des notices  peuvent être très différents dans la forme, tantôt axés sur l'histoire littéraire, tantôt sur l'analyse et le jugement stylistique ou intellectuel; tantôt être une suite d'extraits littéraux, tantôt des citations intégrées dans un sommaire. Photios imite souvent dans les notices le style, le lexique ou la « manière » de l'œuvre qu'il présente, si bien qu'il peut être difficile, quand il les résume, de distinguer les extraits littéraux des phrases d'introduction ou de raccord de l'abréviateur qu'il est.

## Transmission
- Edgar Martini, Textgeschichte des Bibliotheke des Patriarchen Photios von Konstantinople, Leipzig, 1911.
- Albert Severyns, Recherches sur la Chrestomathie de Proclos. Le « codex » 239 de Photios, Paris-Liège, 1938, 2 vol.

Les deux manuscrits les plus anciens conservés, le Marcianus 450 (Xe siècle) et le Marcianus 451 (XIIe siècle), sont complètement indépendants l'un de l'autre : l'ordre des codices est différent, certaines lacunes ne leur sont pas communes. Tous les autres manuscrits dépendent, soit de l'un, soit de l'autre. Un seul autre manuscrit, le Parisinus gr. 1266 (XIIIe siècle), qui est une copie du Marcianus 450, permet de combler une lacune vers la fin.
L'editio princeps est celle de David Hœschel, publiée à Augsbourg en 1601, après plusieurs tentatives avortées au XVIe siècle. La première traduction latine de cette édition, due au jésuite anversois André Schott, a paru également à Augsbourg en 1606. Les deux ont été réimprimées ensemble à Genève en 1611 par les soins de Paul Estienne, et à Rouen en 1653 par Jean et David Berthelin. Pour une histoire très documentée de l'édition de Rouen, en 1653, il faut lire La bibliothèque du Patriarche - Photius censuré dans la France de Mazarin de Luciano Canfora (Belles Lettres - Collection l'Âne d'Or - 2003)
La première édition critique moderne a été celle d'Immanuel Bekker, parue à Berlin en deux volumes in-4° en 1824 et 1825, ensuite réimprimée en un seul volume. La Patrologie grecque de Migne reproduit le texte grec de Bekker et la traduction latine de Schott dans son vol. 103 et le début de son vol. 104 (Paris, 1860).
L'édition suivante, due au Belge René Henry, est l'édition bilingue grec-français publiée de 1959 à 1977 en 8 volumes (avec en 1991 un volume d'index) aux Belles Lettres (réimprimée en 2003).

## Dans la culture populaire
La Bibliothèque de Photios est au cœur de l’intrigue de L’Encre et le feu (2021), roman historique d'Heliane Bernard et Christian Alexandre Faure, volume 3 de la saga Les Dents noires mettant en scène l'aventure de l'imprimerie et du livre entre Lyon et Venise à l'aube du XVIe siècle.